# Charles Virion
Charles Virion, nacido el 1 de diciembre de 1865 en Ajaccio y fallecido en 1946 en Montigny-sur-Loing, fue un grabador de medallas, ceramista y escultor de animales francés.

## Datos biográficos
Fue alumno de Charles Gauthier (1831 - 1891) y de Jean-Paul Aubé (1837 - 1916).
Participó en diferentes ediciones del Salón de París.